# Ahmed bin Ali Stadium
Das Ahmed bin Ali Stadium (arabisch ملعب أحمد بن علي), auch bekannt als al-Rayyan-Stadium, ist ein Fußballstadion in der katarischen Stadt ar-Rayyan. Die Fußballvereine al-Rayyan SC, al-Kharitiyath SC und al-Jaish tragen hier ihre Heimspiele aus. Die Anlage trägt den Namen des katarischen Emirs Ahmad bin Ali Al Thani (1960–1972).

## Geschichte
Das Ahmed bin Ali Stadium bot bei seiner Eröffnung 2003 Platz für 21.282 Zuschauer. Im Januar 2011 war das Stadion einer der Austragungsorte der Fußball-Asienmeisterschaft. Es ist eines von acht Stadien der Fußball-Weltmeisterschaft 2022 in Katar. Im September 2014 gab das Supreme Committee for Delivery and Legacy (SC) bekannt, dass die Abrissarbeiten am Stadion begonnen haben. Die Spielstätte für die Fußball-WM 2022 sollte nach der geplanten Fertigstellung im ersten Quartal 2019 über 43.000 Sitzplätze haben. Zuvor hatte das Supreme Committee im Februar 2014 das Unternehmen AECOM als Projektplaner beauftragt. Ferner wurde ein Konsortium aus Ramboll und Pattern Design als Designberater für das al-Rayyan Stadium verpflichtet. Im April 2015 wurde das zukünftige Design des Ahmed bin Ali Stadium präsentiert. Durch den Rückbau des modularen Oberrangs soll das Platzangebot für die Nachnutzung halbiert werden.
Am 18. Dezember 2020, dem katarischen Nationalfeiertag, wurde das Ahmed bin Ali Stadium als viertes Stadion der Fußball-Weltmeisterschaft 2022 mit einer Feier mit musikalischen und kulturellen Darbietungen eingeweiht. Im mit 20.000 Zuschauern zur Hälfte gefüllte Fußballarena wurde zu diesem Anlass das Endspiel des Emir of Qatar Cup ausgetragen. Der al-Sadd Sports Club bezwang Al-Arabi mit 2:1. Im Stadion von ar-Rayyan sind sechs WM-Gruppenspiele, ein Achtelfinale geplant. Während des WM-Turniers boten sich 45.032 Plätze für die Besucher.

## Spiele der Fußball-Weltmeisterschaft 2022 im Ahmed bin Ali Stadium
Es wurden sieben Partien im Ahmed bin Ali Stadium in ar-Rayyan ausgetragen.
|                                                  |   |            |           |
| Mo., 21. Nov. 2022 um 20:00 Uhr MEZ, Gruppe B    |   |            |           |
| Vereinigte Staaten                               | – | Wales      | 1:1 (1:0) |
| Mi., 23. Nov. 2022 um 20:00 Uhr MEZ, Gruppe F    |   |            |           |
| Belgien                                          | – | Kanada     | 1:0 (1:0) |
| Fr., 25. Nov. 2022 um 11:00 Uhr MEZ, Gruppe B    |   |            |           |
| Wales                                            | – | Iran       | 0:2 (0:0) |
| So., 27. Nov. 2022 um 11:00 Uhr MEZ, Gruppe E    |   |            |           |
| Japan                                            | – | Costa Rica | 0:1 (0:0) |
| Di., 29. Nov. 2022 um 20:00 Uhr MEZ, Gruppe B    |   |            |           |
| Wales                                            | – | England    | 0:3 (0:0) |
| Do., 1. Dez. 2022 um 16:00 Uhr MEZ, Gruppe F     |   |            |           |
| Kroatien                                         | – | Belgien    | 0:0       |
| Sa., 3. Dez. 2022 um 20:00 Uhr MEZ, Achtelfinale |   |            |           |
| Argentinien                                      | – | Australien | 2:1 (1:0) |